# Altar Peak
Altar Peak är en bergstopp i Antarktis. Den ligger i den centrala delen av kontinenten. Nya Zeeland gör anspråk på området. Toppen på Altar Peak är 1 780 meter över havet.
Terrängen runt Altar Peak är kuperad åt nordost, men åt sydväst är den platt. Trakten är obefolkad. Det finns inga samhällen i närheten. 